# 弗雷德里克·威廉姆森
弗雷德里克·威廉姆森（1891年1月31日—1935年）是英國1930年代在不丹錫金和西藏的政治官員。他也是探險家和喜馬拉雅俱樂部的創始會員。西藏批准1935年和1936年的珠穆朗瑪峰登山隊主要是因為他在拉薩受尊重又有影響力。他於1935年11月在拉薩為了解決西藏與第九世班禪喇嘛的問題進行談判，卻因慢性病而去世。他獲頒印度帝國三等勳章。他於1924年6月到1926年5月任英国驻江孜商务委员，兼英国驻亚东商务委员。
他和他的妻子都是多產的旅行攝影師。在1930年12月至1935年8月間，他們在喜馬拉雅地區拍攝了大約1700張照片。

## 延伸閱讀
- The Williamson Collection （页面存档备份，存于）
- Williamson, Margaret D. . London: Wisdom. 1987. ISBN 978-0-86171-056-0.